# Small Soldiers
Small Soldiers — игра для Game Boy и PlayStation на основе одноимённого фильма.

## История
Игра отличается от фильма в том, что сюжет и тема были изменены. Фильм был создан в реальном мире, в то время как игра была в вымышленной 'фэнтези' вселенной, где Commando Elite пытались устранить Gorgonites и уничтожить их дом. Большинство героев фильма были в игре, наряду с добавлением двух новых Gorgonites, Stench и Nibble. Игрок взял на себя роль Арчера, который боролся против Commando Elite, во главе с Chip Hazard.
Арчер озвучен Грегом Бергером и Томми Ли Джонсом.

## Саундтрек
Саундтрек для игры был написан Майклом Джаккино.

## Игровой процесс

### Одиночная игра
Игроки оснащены арбалетом, который может получить новый тип боеприпасов и который имеет различные точность и сильные стороны. Игроки могут также использовать турели. Их трудно повредить и они могут нанести серьезный ущерб врагам. Игроки также могут спасти товарища Gorgonites.

### Мультиплеер
В режиме мультиплеера игроки могут играть либо как Арчер, или как Чип. Геймплей же, как в одиночной, только без союзников и врагов. Для Чипа оружие - это скорострельный пистолет, который также может получить новые типы боеприпасов.

## Рецензии критиков
| Сводный рейтинг | Сводный рейтинг |
| Агрегатор       | Оценка          |
| --------------- | --------------- |
| GameRankings    | 60,70 %         |

GameSpot дал плохую оценку в 4.7. Средняя оценка версии для Playstation по данным сайта GameRankings — 60,70 % (на основе 10 обзоров).